# I. e. 53
Évszázadok: i. e. 2. század – i. e. 1. század – 1. század
Évtizedek: i. e. 100-as évek – i. e. 90-es évek – i. e. 80-as évek – i. e. 70-es évek – i. e. 60-as évek – i. e. 50-es évek – i. e. 40-es évek – i. e. 30-as évek – i. e. 20-as évek – i. e. 10-es évek – i. e. 1-es évek
Évek: i. e. 58 – i. e. 57 – i. e. 56 – i. e. 55 –  i. e. 54 – i. e. 53 – i. e. 52 – i. e. 51 – i. e. 50 – i. e. 49 – i. e. 48

## Események

### Róma
- Marcus Valerius Messalla Rufust és Cnaeus Domitius Calvinust választják consulnak. A korrupciós botrányok, kedvezőtlen jósjelek, valamint Publius Clodius Pulcher és Titus Annius Milo fegyveres bandáinak utcai harcai miatt a consulok csak sokhónapos késéssel tudják elfoglalni hivatalukat. A következő évi választások is botrányba fulladnak, a szenátus interregnumot rendel el.
- A gall háborúban Caesar a felkelések mielőbbi leverésére törekszik és nem válogat a módszerekben. Nyolc légiója mellé két másikat toboroz, egyet pedig Pompeiustól kér kölcsön. Kora tavasszal kezdi el a hadjáratot, először a nerviusok ellen. Felégeti falvaikat, elhajtja állataikat, lemészárolja vagy fogságba veti az embereket. A nerviusok hamarosan megadják magukat; ezt követően hasonló módszerekkel meghódoltatja a senones és menapii törzseket is. Leteszi a fegyvert az Ambiorix által vezetett eburones törzs is.
- Caesar legatusa, Titus Labienus a túlerőben lévő treveri törzset és germán szövetségeseiket győzi le a színlelt megfutamodás taktikájával.
- Caesar büntetőexpedíciót indít a germánok ellen, mert segítették a gallokat. Ismét hidat épít a Rajnán, de de az utánpótlás hiányosságai miatt nem száll szembe a szvébekkel, rövid fosztogatás után visszavonul.
- Crassus kifosztja a jeruzsálemi templomot, hogy pénzt szerezzen pártus hadjáratához. II. Artavazdész örmény király támogatást ajánl számára, ha Örményországon keresztül vonul, de Crassus közvetlenül, Mezopotámián át akar támadni a pártusokra. A víz nélküli pusztában mintegy 10 ezer pártus lovas Szuréna vezetésével körbeveszi a 40 ezer, főleg nehézgyalogos rómait és a carrhaei csatában megalázó vereséget mérnek rájuk; Crassus fia, Publius is súlyosan megsebesül és öngyilkos lesz. A Szurénával való tárgyalások során egy félreértés dulakodássá fajul, amely során Crassust a pártusok megölik. Halálával felbomlik az első triumvirátus.
- Caius Cassius Longinus quaestor a sereg megmaradt harmadával visszavonul Syriába és megszervezi a védelmet.

## Születések
- Jang Hsziung, kínai költő, filozófus

## Halálozások
- Marcus Licinius Crassus, római hadvezér és politikus
- Publius Licinius Crassus, római hadvezér

## Fordítás
- Ez a szócikk részben vagy egészben  a(z)   53 av. J.-C. című francia Wikipédia-szócikk ezen változatának fordításán alapul.  Az eredeti cikk szerkesztőit annak laptörténete sorolja fel. Ez a jelzés csupán a megfogalmazás eredetét és a szerzői jogokat jelzi, nem szolgál a cikkben szereplő információk forrásmegjelöléseként.